# And Winter Came...
And Winter Came... is een album van de Ierse zangeres Enya. Het album werd uitgebracht op 10 november 2008.
Twee nummers van het album werden uitgebracht als singles: Trains and Winter Rains en White Is In The Winter Night.

## Tracklist

### Standaard
1. "And Winter Came..." - 3:15
2. "Journey of the Angels" - 4:47
3. "White is in the Winter Night" - 3:00
4. "O come, O come, Emmanuel" - 3:40
5. "Trains and Winter Rains" - 3:44
6. "Dreams are More Precious" - 4:25
7. "Last Time by Moonlight" - 3:57
8. "One Toy Soldier" - 3:54
9. "Stars and Midnight Blue" - 3:08
10. "The Spirit of Christmas Past" - 4:18
11. "My! My! Time Flies!" - 3:02
12. "Oíche Chiúin (Chorale)"

## Hitnotering
| And Winter Came... in de Nederlandse Album Top 100 - binnen: 15-11-2008 | And Winter Came... in de Nederlandse Album Top 100 - binnen: 15-11-2008 | And Winter Came... in de Nederlandse Album Top 100 - binnen: 15-11-2008 | And Winter Came... in de Nederlandse Album Top 100 - binnen: 15-11-2008 | And Winter Came... in de Nederlandse Album Top 100 - binnen: 15-11-2008 | And Winter Came... in de Nederlandse Album Top 100 - binnen: 15-11-2008 | And Winter Came... in de Nederlandse Album Top 100 - binnen: 15-11-2008 | And Winter Came... in de Nederlandse Album Top 100 - binnen: 15-11-2008 | And Winter Came... in de Nederlandse Album Top 100 - binnen: 15-11-2008 | And Winter Came... in de Nederlandse Album Top 100 - binnen: 15-11-2008 | And Winter Came... in de Nederlandse Album Top 100 - binnen: 15-11-2008 | And Winter Came... in de Nederlandse Album Top 100 - binnen: 15-11-2008 | And Winter Came... in de Nederlandse Album Top 100 - binnen: 15-11-2008 | And Winter Came... in de Nederlandse Album Top 100 - binnen: 15-11-2008 | And Winter Came... in de Nederlandse Album Top 100 - binnen: 15-11-2008 | And Winter Came... in de Nederlandse Album Top 100 - binnen: 15-11-2008 | And Winter Came... in de Nederlandse Album Top 100 - binnen: 15-11-2008 | And Winter Came... in de Nederlandse Album Top 100 - binnen: 15-11-2008 | And Winter Came... in de Nederlandse Album Top 100 - binnen: 15-11-2008 | And Winter Came... in de Nederlandse Album Top 100 - binnen: 15-11-2008 | And Winter Came... in de Nederlandse Album Top 100 - binnen: 15-11-2008 | And Winter Came... in de Nederlandse Album Top 100 - binnen: 15-11-2008 | And Winter Came... in de Nederlandse Album Top 100 - binnen: 15-11-2008 | And Winter Came... in de Nederlandse Album Top 100 - binnen: 15-11-2008 | And Winter Came... in de Nederlandse Album Top 100 - binnen: 15-11-2008 | And Winter Came... in de Nederlandse Album Top 100 - binnen: 15-11-2008 | And Winter Came... in de Nederlandse Album Top 100 - binnen: 15-11-2008 | And Winter Came... in de Nederlandse Album Top 100 - binnen: 15-11-2008 | And Winter Came... in de Nederlandse Album Top 100 - binnen: 15-11-2008 | And Winter Came... in de Nederlandse Album Top 100 - binnen: 15-11-2008 |
| Week                                                                    | 01                                                                      | 02                                                                      | 03                                                                      | 04                                                                      | 05                                                                      | 06                                                                      | 07                                                                      | 08                                                                      | 09                                                                      | 10                                                                      | 11                                                                      | 12                                                                      | 13                                                                      | 14                                                                      | 15                                                                      | 16                                                                      | 17                                                                      | 18                                                                      |                                                                         | 19                                                                      | 20                                                                      | 21                                                                      | 22                                                                      | 23                                                                      | 24                                                                      |                                                                         | 25                                                                      | 26                                                                      |                                                                         |
| ----------------------------------------------------------------------- | ----------------------------------------------------------------------- | ----------------------------------------------------------------------- | ----------------------------------------------------------------------- | ----------------------------------------------------------------------- | ----------------------------------------------------------------------- | ----------------------------------------------------------------------- | ----------------------------------------------------------------------- | ----------------------------------------------------------------------- | ----------------------------------------------------------------------- | ----------------------------------------------------------------------- | ----------------------------------------------------------------------- | ----------------------------------------------------------------------- | ----------------------------------------------------------------------- | ----------------------------------------------------------------------- | ----------------------------------------------------------------------- | ----------------------------------------------------------------------- | ----------------------------------------------------------------------- | ----------------------------------------------------------------------- | ----------------------------------------------------------------------- | ----------------------------------------------------------------------- | ----------------------------------------------------------------------- | ----------------------------------------------------------------------- | ----------------------------------------------------------------------- | ----------------------------------------------------------------------- | ----------------------------------------------------------------------- | ----------------------------------------------------------------------- | ----------------------------------------------------------------------- | ----------------------------------------------------------------------- | ----------------------------------------------------------------------- |
| Nummer                                                                  | 3                                                                       | 3                                                                       | 2                                                                       | 6                                                                       | 5                                                                       | 2                                                                       | 5                                                                       | 6                                                                       | 11                                                                      | 17                                                                      | 26                                                                      | 36                                                                      | 40                                                                      | 56                                                                      | 54                                                                      | 75                                                                      | 84                                                                      | 88                                                                      | uit                                                                     | 90                                                                      | 75                                                                      | 54                                                                      | 64                                                                      | 72                                                                      | 77                                                                      | uit                                                                     | 78                                                                      | 84                                                                      | uit                                                                     |